# Rio Ofanto

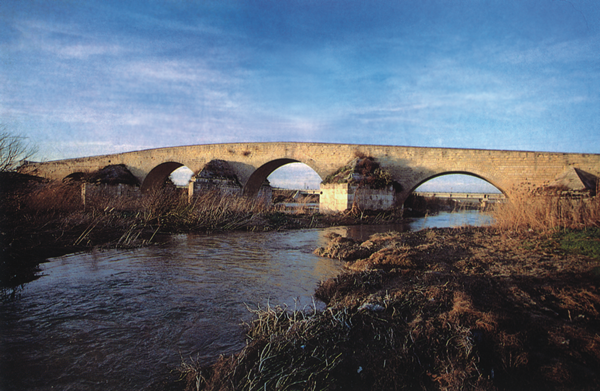
Ponte romana em Canosa di Puglia

O rio Ofanto (conhecido na Antiguidade como Áufido ou Aufido, do grego Ophidus, Ωφιδους, lit. "serpente") é um rio de 170 quilômetros de extensão, situado no sul da Itália. Cruza as regiões da Campânia, Basilicata e Apúlia, até desaguar no mar Adriático, próximo a Barletta. Nas proximidades de Canosa di Puglia existe uma antiga ponte romana.